# Роре
Роре су насељено мјесто у Босни и Херцеговини, у општини Гламоч, које административно припада Федерацији Босне и Херцеговине. Према попису становништва из 1991. у насељу је живјело 207 становника.

## Географија
Роре су најјужније село у области. Граниче се с Гламочким Пољем и имају доста обележја и пољског села, али ипак не припадају Гламочком Пољу, јер их од њега раздвајају испружени и пошироко разбачени хрбати Великог Врањака и Малог Врањака и само уска тканичаста удолица, између Малог Врањака и Ратковице, веже раван Поља с равни села. Село је омеђено Великим и Малим Врањаком према истоку, Орловцем, Козарицом и Великим Киком према западу. До југа затвара га узвишица која чини као неки мост између Орловца и Врањака. Тако је село с три стране опасано брдском оградом. Према северу су Роре више отворене те својим североисточним окрајком ударају у подножје Црног Врха, а северозападним се протежу у жлебасто издужење „Ушиће“, заузето цело пространим ливадама.

## Историја
Куће су подигнуте окрајком „Поља“. Туда је раније текла граница између њива и пашњака. Данас су њиве заобишле иза кућа и опколиле их у ширем кругу. Куће су размештене у девет одељених група. Групе су настале породичним разрађењем н носе породичне називе. Поред те поделе на породичне скупове село се предваја на два већа дела: Горњи Крај, до југа, и Доњи Крај, до севера.
У Горњем Крају су: Травари, Срдићи, Папићи, Лукајићи, Јамаџије, Костадиновићи.
У Доњем Крају: Роквићи, Кукобати и Метлићи.
Углавном може се рећи да су се куће савиле обручасто око поља.
Оранице носе називе: Ведруше, Попрекуше, Вујкуше, Црквине, Шипињаци, Прогони, Згонови, Кратељи, Градине.
Ливада има и између ораница и около њих, а има их и подаље од села. Називи су им: Тавани (на планини), Орловац, Пиштељци, Врањковица, Ушићи, Долине, Гредар, Сјенокоси, Калиновци, Градине, Кућиштине. Пашњаци су: Косе, Велики Кик, Зечице, Пијесак, Врањак, Присјека. По пашњацима има делимично и шуме, а главна је шума Шатор. Живе воде нема нигде у селу. Сељаци се служе кишницом из бунара, а за стоку из локава. Мељу у Преоцу. Земља је слаба. Домаће „новаке“ једва да дотече до пола године, а онда је узимљу сви одреда. Колиба и кошара имају неке куће на Таванима (5) и на Орловцу (3). Стока ту зими троши сено и силази кући пред Ђурђевдан, кад наступи јањење.
Село је разбијеног типа, издељено на породичне групе где куће нису јако надалеко. Свега је у селу 83 куће. Како је постало име села о томе се међу сељанима не чују никакве приче ни тумачења.
Село има данас пет гробаља: Мраморје, Црквина, Дочић, Костадиновића Гробље, Лукајића Гробље.
Од старина мора се најпре споменути Градић међу Јардолима. Распознају му се још темељи зида и види се да је град захватао поголем простор. Зид је с кречом. Као други остатак старине јесте старо гробље у Гредару. Ту има плоча но гробовима, а има и крстова испребијаних. Ни најстарији људи не памте нити причају да се ту ко од садашњег становништва копао. То је гробље неког старијег становништва.
За све данашње породице у Рорама зна се да су се доселиле овамо. Првобитно су се населиле овамо три породице које су се временом разгранале те их је данас већ девет. О становништву које је пре њих овде било ове породице ништа не знају. Биће да су оне овде населиле или на праву „пустоловину“ или на земљиште које је било насељено, али је остало без становништва и неко време стајало пусто.

## Становништво
| Демографија | Демографија | Демографија |
| Година      | Становника  | Становника  |
| ----------- | ----------- | ----------- |
| 1961.       | 628         |             |
| 1971.       | 543         |             |
| 1981.       | 368         |             |
| 1991.       | 207         |             |